# Lalola
Lalola (muitas vezes estilizado graficamente lal♂l♀) é uma telenovela de comédia argentina, exibida entre 28 de agosto de 2007 e 29 de abril de 2008 pela emissora América TV, sendo o único programa de ficção do canal na época de sua transmissão. Foi estrelado por Carla Peterson e Luciano Castro, juntamente com a participação antagônica de Rafael Ferro e Agustina Lecouna.
A telenovela tem um enredo sobre Lalo Padilla, diretor de uma revista popular que depois de uma noite de paixão, deixa suas conquistas. Mas sua mais recente conquista, Romina, quando tratada dessa maneira, vinga-se com um feitiço. Ao acordar, Lalo descobre que seu corpo havia sido alterado para o de uma mulher, originando assim uma série de emaranhados de identidade que seriam mantidos ao longo da série.
Segundo a Dori Media Group, Lalola já vendida para mais de 150 países ao redor do mundo. Ganhou diversos prêmios, como nove prêmios Martin Fierro, o prêmio Martín Fierro de Oro e Emmy Internacional de melhor telenovela.

## Produção
Produzida pela Underground Contenidos em parceria com a Dori Media Contenidos (uma subsidiária da Dori Media Group), Lalola foi confirmada alguns meses antes de seu lançamento, anunciada para estrear junho de 2007, mas depois adiada e apresentada um mês depois em julho, no Ciudad Cultural Konex em Buenos Aires.
Desde o seu lançamento a Dori Media Group, tinha a intenção de vender o formato internacionalmente e teve um orçamento de US$ 35 mil por episódio, totalizando US$ 4 milhões.

## Enredo
Camilo "Lalo" Padilla (interpretado por Juan Gil Navarro) é o diretor da empresa de mídia High Five, editor da famosa revista Don, e tem muitas mulheres à sua volta. Romina (interpretada por Marcela Kloosterboer), apaixonada por Lalo, decide castigar sua falta de compromisso com ela. Ela contrata a bruxa para lançar um feitiço sobre ele, o que o transforma em uma mulher bonita, Romina queria que ele soubesse como é para uma mulher que está sendo assediada.
Lalo (agora interpretado por Carla Peterson) acorda como uma mulher, em estado de total confusão. No entanto, a amiga de Lalo, Graciela "Grace" Neira (interpretada por Muriel Santa Ana) acredita no que aconteceu quando ouviu o telefonema de Romina para a casa de Lalo dizendo o que ela fez. Como parece improvável que alguém mais acredite que Camilo foi magicamente transformado, Camilo assume uma nova identidade: Dolores "Lola" Padilla, prima de Lalo. Lalo "teve que fazer uma viagem urgente à Alemanha porque seu pai ficou doente", e nomeou Lola para ocupar o seu lugar. Enquanto tenta encontrar uma maneira de mudar de volta, há um novo conjunto de desafios a enfrentar que Lalo não teve que experimentar antes, tanto dentro como fora do local de trabalho.
A partir disso, começam a acontecer situações muito engraçadas, nas quais Lalo começa a descobrir, nas mãos da Grace, todas as coisas que tornam as mulheres diferentes dos homens: usam saltos, usam saias, menstruam e assim por diante. Pouco a pouco, ele começa a perceber como algumas pessoas eram falsas com Lalo, como seu melhor amigo Gastão Zacks, um dos principais oponentes à presença de Lola no editorial. Ao lado dele é Vicky, para boicotar o novo chefe e ocasionalmente algum outro personagem como a filha da dona Natalia Aguirre ou sua mãe Carola. Mas Lola também tem alguns aliados como Andrei Aguirre, o presidente da High Five, que ela rapidamente coloca em seu bolso e Fernando, o fotógrafo que começa a mostrar interesse na forma feminina de Lalo.
Sem perceber, Lola e Fernando começam a se aproximar, mas Lola freia constantemente, pois experimenta as contradições de sua nova identidade: aceitar que ela quer que Fernando seja, de certo modo, assumir outra sexualidade.
Entre as constantes reviravoltas de seu relacionamento está Natalia - momentaneamente namorada de Fernando - e Sabrina, sua ex-namorada e mãe de sua filha. Mais tarde, Lola aceita que está apaixonada por Fernando e confessa sua verdadeira identidade, mas esse fato aparentemente implausível os distancia. É então quando a série dá uma volta ao introduzir dois novos personagens regulares: Sergio e Gina.
Sergio conhece Lola um dia e a chama de Daniela. Então, ela e Grace descobrem que na verdade o corpo pertencia a uma mulher, Daniela Calori, e como resultado do eclipse que ocorreu durante a noite de encantamento, foi trocado com Lalo. Neste ponto, o protagonista assume uma identidade tripla para tentar recuperar seu corpo velho, mas começa a considerar se realmente quer ser quem era novamente.
Nos últimos capítulos da série, Lola descobre que tem a possibilidade de quebrar o feitiço quando se repete o mesmo fenômeno astronômico que a fez o que ela é. Agora que ela recompôs seu relacionamento com Fernando, ela decide ficar como é e morar com ele como um casal.

## Personagens
- Dolores "Lola" Padilla / Daniela Calori

'"Lola", é a mulher em que Lalo foi convertido. Ela entra para assumir a posição de Lalo como a nova diretora da agência de publicidade, posando como sua prima. Ela é intolerante com comentários sexistas dirigidos a sua pessoa, entende o que significa ser mulher graças à ajuda de sua melhor amiga Grace. Ela começa a simpatizar com a filha de Fernando e se apaixonar por ele, embora no início ele não admita isso. Ela consegue ter uma rivalidade com Natalia, a filha de Andrei. "Daniela Calori", é a versão feminina de Ramiro Lalo Padilla, engana um homem e isso faz dele um homem. Quando ela muda de corpo com Lalo, ela usa o nome de Carlos. No último capítulo ele fala com Lola sobre o que aconteceu com eles, ele diz que não quer ser Daniela Calori novamente.
Interpretada por Carla Peterson
- Facundo "Nando" Canavaro (Fernando "Nando" Canavaro na adaptação brasileira)

Ele sente apreço e respeito pelas mulheres, tem uma filha chamada Melisa, a mãe de Melisa o deixou e desde então ele cuidou da menina, é um excelente pai. Ele é fotógrafo e design da High Five. Jurou nunca se apaixonar por ninguém, mas quando conheceu Lola, se apaixonou por ela.
Interpretado por Luciano Castro
- Graciela "Grace" Neira

Apresentadora em uma estação de rádio bem conhecida. No começo ela parece estar apaixonada por Lalo, sendo sua melhor amiga, a única mulher a quem Lalo respeita. Ela é a única pessoa que conhece a história de Lola e a ajuda em todos os problemas que surgem em seu caminho.
Interpretada por Muriel Santa Ana
- Gastón Zacks (Gastão Zacks na adaptação brasileira)

Era amigo de Lalo e diretor adjunto da High Five, mas torna-se inimigo de Lola e está sempre procurando como pegar seu emprego, não aceitando que uma mulher assuma tal posição na empresa.
Interpretado por Rafael Ferro
- Natália Aguirre

Filha de Donato e Carola, após uma suposta viagem de estudos, ocupa o cargo de editora de moda na High Five, entrando em conflito com Soledad que quase sempre tem que arrumar as confusões causadas por ela. É apaixonada por Facundo e por isso vê em Lola uma rival.
Interpretada por Agustina Lecouna
- Donato Aguirre (Andrei Aguirre na adaptação brasileira)

É o dono da editora High Five, por consideração a Lalo, aceita que Lola ocupe a posição de Lalo. É casado com Carola e pai de Natália.
Interpretado por Luis Ziembrowski
- Victoria "Vicky"

Coordenadora de produção da revista, é fria e calculista. É amante de Gastón e está sempre a tramar com ele contra Lola.
Interpretada por Sandra Ballesteros
- Ramiro "Lalo" Padilla (Camilo "Lalo" Padilha na adaptação brasileira)

Lalo é diretor e editor da revista High Five, mulherengo e tem na conquista e no sexo seus únicos objetivos com as mulheres. Na revista é admirado por todos, inclusive Gastón e Donato. É transformado em mulher pelo feitiço feito por Romina, sua última conquista que se sentiu usada ao ser abandonada por Lalo após uma noite.
Interpretado por Juan Gil Navarro
- Romina

Caso de uma noite de Lalo, que após se sentir desprezado por ele, procura uma bruxa que criar o feitiço que troca o corpo de Lalo por um corpo de mulher.
Interpretada por Marcela Kloosterboer
- Júlia

Secretária de Donato, que sonha em subir na vida social e econômica. É apaixonada por Nico.
Interpretada por Violeta Urtizberea
- Soledad (Solange "Sol" na adaptação brasileira)

Editora de sociedade e novas tendências, é preocupada com seu corpo e gasta bastante dinheiro em tratamentos e cosméticos. É vitima das armações de Natália, que tenta a toda custo subir a custas do trabalho de Sol. É a melhor amiga de Facundo.
Interpretada por Lola Berthet
- Patrício Miguel "Pato"

Editor de artes e cultura da High Five. Calculista e metido a galante, está mancomunado com Gastón e Vicky.
Interpretado por Víctor Malagrino
- Nicolas "Nico"

Após Donato atropelar sua avó, é empregado na revista com mensageiro e office boy. É preguiçoso e tem um passado relacionado a roubos e furtos.
Interpretado por Tomás de las Heras
- Boogie

Operador de áudio da rádio, sempre ajuda Grace e esconder o segredo de Lola. É secretamente apaixonado por Grace.
Interpretado por Nahuel Mutti
- Martín

Dono da emissora de rádio aonde trabalha Grace, que também é sua ex-namorada. Nutre sempre a esperança de voltar com Grace.
Interpretado por Matías Desiderio
- Íris

Vizinha e amiga de Facundo, as vezes ocupa o papel de mãe e avó.
Interpretada por Chela Cardalda
- Melissa Carvalho "Mel"

Filha de Facundo, é sempre cautelosa com as pretendentes de seu pai, mas aprova Lola.
Interpretada por Bruna Castro
- Carola Aguirre

Esposa de Aguirre, esconde o segredo de que é o verdadeiro pai de sua filha Natália.
Interpretada por Reina Reech
- Teo

O representante do grupo de investimentos que tem 51% das ações da editora. No passado teve um relacionamento com Carola.
Interpretado por Pablo Cedrón

### Dublagem brasileira
O responsável pela dublagem foi o estúdio Herbert Richers, com direção de Mário Jorge e Adriana Torres. Na adaptação brasileira, Ramiro "Lalo" Padilla tornou-se Camilo "Lalo" Padilla, Facundo tornou-se Fernando e Aguirre tornou-se Andrei.
- Lola/Daniela Calori - Priscila Amorim
- Lalo - Peterson Adriano
- Fernando - Marcelo Garcia
- Solange (Sol) - Carla Pompillo
- Andrei - Hamilton Ricardo
- Natália - Mabel Cezar
- Patrício (Pato) - Reginaldo Primo
- Gastão - Hércules Fernando
- Grace - Izabel Lira
- Nico - Sérgio Cantú
- Vicky - Mariangela Cantú
- Júlia - Rosane Correa
- Martins - Duda Espinoza
- Melissa - Pamella Rodrigues

## Exibição no Brasil
No Brasil, foi exibida pelo SBT entre 21 de janeiro a 28 de junho de 2008, substituindo Chiquititas 2000. Na sua estreia pelo SBT, a trama alcançou 11 pontos de média, , ficando em segundo lugar e elevando a audiência do canal, mas a média de audiência não se mantém e após várias mudanças de horários registrou média de 4 pontos e teve seu final antecipado.

## Trilha sonora
- Música de abertura: "Enamorada", composta por Ale Sergi e interpretada por Miranda!
- Tema musical dos créditos finais: "Hola", composta por Ale Sergi e interpretada por Miranda!
- Tema musical das cenas de amor: "The Story", composta por Phil Hanseroth e interpretada por Brandy Carlile

## Audiência e sucesso mundial
Lalola teve uma média geral de 7,6 pontos de audiência ao longo de suas 150 transmissões, o que é um excelente número comparando com a média geral de audiência da América TV (especialmente levando em conta que a média geral de horário nobre no canal não superou os 5 pontos de classificação) obtendo a terceira posição, ficando acima do principal rival de América TV, Canal 9, e abaixo dos reality shows dos canais Telefe e Canal Trece nesse horário. A maior medida de Lalola foi de 10,9 pontos alcançados em 29 de agosto de 2007, quando o menor número foi de 3,0 em 17 de abril de 2008.
Foi o programa de maior audiência dentro da América TV de acordo com a empresa de medição Ibope. O formato foi vendido a outros 80 países em menos de dois anos, chegando a mais de 150 no total, segundo seu distribuidor internacional.

### Versões internacionais
Com o sucesso da versão original argentina, Lalola ganhou várias versões, remakes e adaptações pelo mundo:
Portugal
Adaptado em um formato de série, com um exibição aos sábados pelas 21:30 no canal TVI. A série se chama Ele é Ela, teve sua estreia no dia 31 de outubro de 2009 e terminou em 8 de maio de 2010. Os nomes dos protagonistas são Julio e Julieta Bordalo, Julio transforma-se em Julieta por meio de uma poção química e não por bruxaria. Conta com 28 episódios e no final, o público decide se quer que Julieta se torne Julio ou não, através de votação por telefone. Teve picos registrados de 55% de audiência, mantendo uma média de 43%.
Ucrânia e Rússia
A versão russa da novela foi exibida pelo canal de televisão russo СТС e pelo canal de televisão ucraniano 1+1, com o nome de Margosha (em russo: Маргоша; romaniz.: Margosha) gravado como "МарГ♂ш♀" as vezes, estrelando Maria Berseneva como Margosha "Margo" (Lola), Eduard Trukhmenev como Igor "Gosha" (Lalo) e Oleg Maslennikov-Voitov como Andrey (Facundo), e com direção de Sergey Arlanov. Estreou em 9 de fevereiro de 2009 na Ucrânia e 7 de setembro de 2009 na Rússia. Teve 3 temporadas com um total de 240 episódios, as duas primeiras temporadas são uma adaptação dos roteiros originais de LaLola, mas devido a altas avaliações que a série recebeu uma 3ª temporada continuando a história dessa vez com roteiros originais. Essa versão também foi transmitido no Cazaquistão, Israel, Estônia, Letônia e Bielorrússia.
Bélgica
Exibida pelo canal belga VTM entre 24 de setembro de 2008 e 25 de junho de 2009, com o nome de LouisLouise. Produzido por Studio-A e estrelado por Hilde De Baerdemaeker como Louise (Lola), Axel Daeseleire como Louis (Lalo) e Roel Vanderstukken como Thomas (Facundo).
Chile
O remake chileno estreou em 26 de setembro de 2007 pelo Canal 13 e se chama apenas Lola. Estrelado por Blanca Lewin como Dolores "Lola", Jorge Alberti como Eduardo "Lalo", Ingrid Cruz como Grace e Gonzalo Valenzuela como Diego (Facundo). Essa versão mudou completamente o enredo, porque Lalo, depois de estar no corpo de uma mulher, descobre tudo o que vale o sexo feminino, depois volta a ser homem e se apaixona por Grace, então prestes a se casar, vira de novo mulher, até se tornar um homem de novo definitivamente e se casando com Grace. Durou mais de um ano, terminando em 4 de novembro de 2008 com um total de 276 episódios, tornando-se a mais longa série feita no Chile.
Grécia e Chipre
O canal ANT1 exibiu a versão grega, chamada Lola (em grego: Λόλα; romaniz.: Lola), estrelado por Stefanos Kontomaris e estrelado por Anta Livitsanou como Theodora "Lola", Thanassis Efthimiadis como Fotis (Facundo) e Giannis Aivazis como Leonidas "Lalo". A série foi exibida de 22 de setembro de 2008 à 7 de julho de 2009 com um total de 202 episódios.
Índia
Em 25 de maio de 2009, no canal de televisão Sony Entertainment Television (Índia) estreou o remake Bhaskar Bharti, falado em Hindi, produzido por Manoj Kotian e estrelado por Ragini Khanna como Bharti (Lola), Aamir Ali como Armaan (Facundo) e Eijaz Khan como Bhaskar (Lalo).
Filipinas
A versão filipina da novela, LaLola (estilizado lal♂l♀), iniciou em 13 de outubro de 2008 pelo canal GMA Network, teve o ultimo episódio exibido em 6 de fevereiro de 2002. É estrelado por Rhian Ramos como Lolita "Lola" e JC de Vera como Facundo e Wendell Ramos como Lazaro "Lalo".
Espanha
O canal Antena 3 estreou a versão espanhola chamada Lalola. Começou a ser exibido no horário hobre do canal em 6 de julho de 2008. Produzido pela Zebra Producciones e estrelado por Marina Gatell como Lola, Octavi Pujades como Sergio (Facundo) e Benito Sagredo como Gonzalo "Lalo". Embora a série completa consistia de 160 episódios, foi exibidos 138, resumindo os últimos 28 em 6 episódios. O último episódio foi transmitido em 26 de janeiro de 2009. Posteriormente, os últimos episódios completos foram transmitidos pelo canal Antena.Nova.
Turquia
O remake turco se chamou Ece e foi ao ar pelo Kanal 1. Foi cancelado antes do final, devido a baixa audiência. Estrelando Hande Ataizi como Lola
Vietnã
A série começou em 6 de julho de 2009 no canal VTV3, com o título de Cô nàng bất đắc dĩ (em tradução livre Garota Inevitável). Foi exibido de segunda a quarta-feira às 9 da noite. A série foi planejada para ter 150 episódios. A produção foi concluída em 100 episódios, mas ainda teve um final de série adequado.
Peru
No ar pelo canal Frecuencia Latina a versão peruana se chama Lalola. A novela foi exibida de 20 de janeiro a 5 de setembro de 2011 de segunda a sexta-feira às 21h com um total de 145 episódios, chegando a 20,2 pontos na sua estréia. Foi realizado com a participação de Gianella Neyra como "Lola", Bernie Paz como "Lalo", Cristian Rivero como "Facundo ", Anneliese Fiedler como "Grace".
Estados Unidos
Em 2008 o canal Fox Broadcasting Company encomendou um piloto para uma possível adaptação com o título de Eva Adams, produzido por Kevin Falls e dirigido por Mark Waters.
México
A rede mexicana TV Azteca comprou os direitos da transmissão e posteriormente uma versão mexicana foi planejado em 2013, que não foi realizada. 
Em 2024 a TelevisaUnivision produziu uma nova versão da história, mantendo o título original e tendo Bárbara de Regil e Diego Amozurrutia como protagonistas. A série estreia no Globoplay em 9 de janeiro de 2025, recebendo o acréscimo do subtítulo Entre Dois Mundos.

## Prêmios e nomeações
| Ano  | Premiação                 | Categoria                                 | Trabalho                                     | Resultado | Ref.        |
| ---- | ------------------------- | ----------------------------------------- | -------------------------------------------- | --------- | ----------- |
| 2007 | Prêmio Martín Fierro      | Martín Fierro de Oro                      | Lalola                                       | Venceu    | [ 3 ] [ 4 ] |
| 2007 | Prêmio Martín Fierro      | Melhor Ator Coadjuvaste de Comédia        | Luis Ziembrowski                             | Venceu    | [ 3 ] [ 4 ] |
| 2007 | Prêmio Martín Fierro      | Melhor Ator Coadjuvaste de Comédia        | Pablo Cedrón                                 | Indicado  | [ 3 ]       |
| 2007 | Prêmio Martín Fierro      | Melhor Ator Protagonista de Comédia       | Luciano Castro                               | Venceu    | [ 3 ] [ 4 ] |
| 2007 | Prêmio Martín Fierro      | Melhor Atriz Protagonista de Comédia      | Lola Berthet                                 | Indicado  | [ 3 ]       |
| 2007 | Prêmio Martín Fierro      | Melhor Atriz Protagonista de Comédia      | Muriel Santa Ana                             | Indicado  | [ 3 ]       |
| 2007 | Prêmio Martín Fierro      | Melhor Atriz Protagonista de Comédia      | Sandra Ballesteros                           | Indicado  | [ 3 ]       |
| 2007 | Prêmio Martín Fierro      | Melhor Atriz Protagonista de Comédia      | Carla Peterson                               | Venceu    | [ 3 ] [ 4 ] |
| 2007 | Prêmio Martín Fierro      | Melhor Autor/Roteirista                   | Esther Feldman e Alejandro Maci              | Venceu    | [ 3 ] [ 4 ] |
| 2007 | Prêmio Martín Fierro      | Melhor Tema Musical Original              | "Enamorada", interpretado por Miranda!       | Indicado  | [ 3 ]       |
| 2007 | Prêmio Martín Fierro      | Melhor Diretor                            | Gustavo Luppi, Marcelo Suárez e Diego Suárez | Venceu    | [ 3 ] [ 4 ] |
| 2007 | Prêmio Martín Fierro      | Melhor Telecomédia                        | Lalola                                       | Venceu    | [ 3 ] [ 4 ] |
| 2007 | Prêmio Martín Fierro      | Prêmio de Participação Especial em Ficção | Rita Cortese                                 | Venceu    | [ 3 ] [ 4 ] |
| 2007 | Prêmio Martín Fierro      | Prêmio de Revelação                       | Matías Desiderio                             | Indicado  | [ 3 ]       |
| 2007 | Prêmio Martín Fierro      | Prêmio de Revelação                       | Violeta Urtizberea                           | Venceu    | [ 3 ] [ 4 ] |
| 2007 | Prêmio Martín Fierro      | Prêmio de Revelação                       | Víctor Malagrino                             | Indicado  | [ 3 ]       |
| 2008 | Prêmio Martín Fierro      | Melhor Atriz de Comédia                   | Carla Peterson                               | Venceu    | [ 46 ]      |
| 2008 | Prêmio Martín Fierro      | Melhor Autor/Roteirista                   | Esther Feldman e Alejandro Maci              | Indicado  | [ 46 ]      |
| 2007 | Premios Clarín            | Melhor Ficção Diária de Comédia           | Lalola                                       | Venceu    | [ 47 ]      |
| 2007 | Premios Clarín            | Melhor Autor/roteirista                   | Esther Feldman e Alejandro Maci              | Venceu    | [ 47 ]      |
| 2007 | Premios Clarín            | Melhor Ator de Comédia                    | Luis Ziembrowski                             | Venceu    | [ 47 ]      |
| 2007 | Premios Clarín            | Melhor Atriz de Comédia                   | Carla Peterson                               | Venceu    | [ 47 ]      |
| 2007 | Premios Clarín            | Prêmio de Revelação Feminina              | Violeta Urtizberea                           | Venceu    | [ 47 ]      |
| 2007 | Premios Clarín            | Revelação Masculina                       | Matías Desiderio                             | Indicado  |             |
| 2007 | Premios Clarín            | Revelação Masculina                       | Víctor Malagrino                             | Indicado  |             |
| 2008 | Premios Clarín            | Melhor Comédia Diurna                     | Lalola                                       | Venceu    |             |
| 2008 | Premios Clarín            | Melhor Ficção Diária de Comédia           | Lalola                                       | Indicado  |             |
| 2008 | Premios Clarín            | Melhor Atriz de Comédia                   | Carla Peterson                               | Venceu    |             |
| 2008 | Prémio Emmy Internacional | Prêmio de Melhor Telenovela               | Lalola                                       | Indicado  | [ 5 ]       |